# Camptothecium arenarium
Camptothecium arenarium là một loài rêu trong họ Brachytheciaceae. Loài này được Lesq. A. Jaeger mô tả khoa học đầu tiên năm 1878.